# Šta je to u tvojim venama (turneja)
Šta je to u tvojim venama (v slovenščini Kaj je v tvojih žilah) je bila prva jugoslovanska koncertna turneja srbske folk-pop pevke Svetlane Ražnatović - Cece. Turneja je sledila izdaji albuma Šta je to u tvojim venama in je bila razdeljena na dva dela, skupinsko Ktitorfolk turnejo in samostojno.
Ktitor folk turneja se je začela 13. julija leta 1993, s koncertom v srbskem mestu Pirot, zaključila pa 24. julija istega leta, s koncertom v Hercegnovem.
Samostojni del turneje se je začel z velikim koncertom v Beogradu na stadionu Tašmajdan, 17. septembra leta 1993. To je bil obenem tudi prvi pevkin koncert v srbski prestolnici in najbolj množično obiskan nastop na turneji. 
Založbena hiša Lucky sound je ob koncu leta 1993 objavila videokaseto Kukavica, na kateri je bil objavljen skrajšani posnetek koncerta v Beogradu. Leta 2015 je bil del koncerta objavljen na portalu YouTube.   

## Zgodovina
Ceca je samostojni del turneje Šta je to u tvojim venama napovedala en mesec pred začetkom.  Ekspres politika je Cecino turnejo označila za potojoči cecotres. 

## Seznam koncertov
Ktitor folk turneja je bila skupinska turneja najbolj priljubljenih folk glasbenikov takratne Jugoslavije. Turnejo je organizirala beograjska televizija Studio B, na koncertih pa so poleg Cece nastopali še Mira Škorić, Ana Bekuta, Snežana Savić, Zoran Kalezić, Slavko Banjac, Dragan Kojić Keba in Dobrivoje Topalović. Turneja je zajela devet mest, v današnji Srbiji, Črni gori in na Kosovu. Vsi koncerti so bili organizirani na prostem, vstopnic ni bilo.  V povprečju je vsak koncert obiskalo 50 tisoč ljudi.
Obiskovalci so na vsakem koncertu s svojimi glasovi izbirali najboljšega izvajalca večera. Ceca je tako zmagala v osmih mestih.  Ob koncu turneje ji je strokovna žirija organizatorja vročila še dve nagradi: za glasbeno zmagovalko turneje in nagrado za najboljšo pesem poletja.  Ceca je na turneji prvič predstavljala pesem Kukavica. 
Mediji so ob koncu turneje poročali, da se je na devetih koncertih zbralo nekaj sto tisoč ljudi. 

### Ktitor folk liga
| Datum          | Mesto              | Lokacija koncerta | Glavni izvajalec večera |
| -------------- | ------------------ | ----------------- | ----------------------- |
| 13. julij 1993 | Pirot              | Mestni trg        | Ceca                    |
| 14. julij 1993 | Niš                | Mestni trg        | Snežana Savić           |
| 15. julij 1993 | Kosovska Mitrovica | Mestni trg        | Dobrivoje Topalović     |
| 16. julij 1993 | Kruševac           | Mestni trg        | Zoran Kalezić           |
| 17. julij 1993 | Čačak              | Mestni trg        | Mira Škorić             |
| 18. julij 1993 | Kragujevac         | Mestni trg        | Ana Bekuta              |
| 19. julij 1993 | Valjevo            | Mestni trg        | Slavko Banjac           |
| 20. julij 1993 | Mladenovac         | Mestni trg        | Dragan Kojić Keba       |
| 24. julij 1993 | Hercegnovi         | Trg Belavista     | Vsi sodelujoči          |

Samostojni del turneje Šta je to u tvojim venama se je začel z velikim koncertom v Beogradu na stadionu Tašmajdan. Ceca je na turneji obiskala 35 mest v takratni Jugoslaviji.  Ilustrovana politika je 23. oktobra poročala, da je celotna Cecina turneja razprodana. 

### Šta je to u tvojim venama
| Datum              | Mesto     | Lokacija koncerta | Štev. obiskovalcev |
| ------------------ | --------- | ----------------- | ------------------ |
| 17. september 1993 | Beograd   | Stadion Tašmajdan | 10.000             |
| 19. september 1993 | Ub        | Športna dvorana   | N/A                |
| 4. oktober 1993    | Smederevo | N/A               | N/A                |
| 4. oktober 1993    | Kovin     | N/A               | N/A                |
| 6. oktober 1993    | Novi Sad  | Dvorana SPENS     | N/A                |
| 18. oktober 1993   | Ćuprija   | N/A               | N/A                |
| 18. oktober 1993   | Jagodina  | N/A               | N/A                |

## Mediji o turneji
Jugoslovanski estradni mediji so Cecini turneji namenili pozitivne kritike.
Beograjske TV Novosti so po koncertu v Beogradu poročale, da se je Ceca po dveh letih pavze uspešno vrnila na glasbeno sceno. Koncert na stadionu Tašmajdan so primerjale s spektakli svetovnih glasbenikov.  Politika ekspres je Cecin koncert označila za edini pozitivni glasbeni dogodek v zadnjih nekaj mesecih.  Časnik Večernje novosti pa je zapisal, da je 20-letna Ceca ponos nove moderne folk glasbe. 

## Ostale informacije o turneji
- Organizator samostojnega dela turneje: CentroScena
- Menadžment: Branislav Stojanović
- Nastopajoče predskupine na koncertu v Beogradu: Dara Bubamara in Viki

Glasbena zasedba:
- Orkester "Baja band"
- Kitara: Baja
- Klaviature: Fača
- Bobni: Goran
- Harmonika: Aca
- Bas: Ljuba